# Jean-Luc Baker
Jean-Luc Baker (* 7. Oktober 1993 in Burnley, Lancashire, England) ist ein US-amerikanischer Eiskunstläufer, der im Eistanz startet. Zusammen mit Kaitlin Hawayek gewann er die Goldmedaille im Eistanz bei den Juniorenweltmeisterschaften 2014 und bei den Vier-Kontinente-Meisterschaften 2018.

## Ergebnisse
Mit Kaitlin Hawayek als Partnerin:
| Meisterschaft / Jahr             | 2015    | 2016    | 2017    | 2018    | 2019    | 2020    | 2021    |
| -------------------------------- | ------- | ------- | ------- | ------- | ------- | ------- | ------- |
| Weltmeisterschaften              |         |         |         | 10.     | 9.      |         | 9.      |
| Vier-Kontinente-Meisterschaften  |         |         |         | 1.      | 5.      | 6.      |         |
| US-amerikanische Meisterschaften | 4.      | 5.      | 5.      | 4.      | 3.      | 3.      | 3.      |
| Grand-Prix-Wettbewerb / Saison   | 2014/15 | 2015/16 | 2016/17 | 2017/18 | 2018/19 | 2019/20 | 2020/21 |
| Grand-Prix-Finale                |         |         |         |         | 6.      |         |         |
| Cup of Russia                    | 6.      |         |         |         |         |         |         |
| NHK Trophy                       | 3.      |         | 4.      |         | 1.      |         |         |
| Skate America                    |         | 5.      |         | 5.      |         |         | 2.      |
| Internationaux de France         |         |         |         |         | 4.      |         |         |
| Skate Canada                     |         |         | 6.      | 4.      |         | 4.      |         |
| Cup of China                     |         |         |         |         |         | 5.      |         |

Bei den Junioren mit Kaitlin Hawayek als Partnerin:
| Meisterschaft / Jahr                  | 2013    | 2014    |
| ------------------------------------- | ------- | ------- |
| Weltmeisterschaften                   | 7.      | 1.      |
| US-amerikanische Meisterschaften      | 2.      | 1.      |
| Junior Grand-Prix-Wettbewerb / Saison | 2012/13 | 2013/14 |
| Junior Grand-Prix-Finale              |         | 2.      |
| JGP Deutschland                       | 2.      |         |
| JGP Türkei                            | 5.      |         |
| JGP Mexiko                            |         | 1.      |
| JGP Polen                             |         | 1.      |